# Kenji Ōba
Kenji Takahashi (高橋 健二 Takahashi Kenji?, Matsuyama, 5 de febrero de 1955), más conocido como Kenji Ōba (大葉 健二 Ōba Kenji?), es un actor y exespecialista japonés conocido por sus papeles en las series Super Sentai Series y Metal Hero, especialmente por protagonizar la primera temporada de esta última, Uchū Keiji Gavan. Ejerce de presidente de su grupo de acrobacias/acción llamado "Luck JET" ("JET" es un acrónimo de "Jaunty Eventful Troupe").

## Filmografía

### Televisión
- Kamen Rider (1971) - Especialista
- Android Kikaider (1972) - Especialista
- Kikaider 01 (1973) - Especialista
- Robot Keiji (1973)
- Seigi no Symbol Condorman (1975)
- Akumaizer 3 (1975) - Especialista
- Himitsu Sentai Goranger (1975) - Especialista Akaranger
- Choujin Bibyun (1976)
- J.A.K.Q. Dengekitai (1977) - Hayato Ono (episodio 3)
- San Ku Kaï (1978)
- Battle Fever J (1979) - Shiro Akebono/Battle Kenya
- Denshi Sentai Denjiman (1980) - Daigoro Ōme/Denji Blue
- Shadow Warriors (1980)
- Uchū Keiji Gavan (1982) - Retsu Ichijōji/Gavan
- Uchū Keiji Sharivan (1983) - Retsu Ichijōji/Gavan (episodio 51)
- Uchū Keiji Shaider (1984) - Retsu Ichijōji/Gavan (episodio 49)
- Chōjinki Metalder (1987) - (episodios 25-26)
- Sekai Ninja Sen Jiraiya (1988) - Jiro (episodio 27)
- Kamen Rider Black RX (1989) - Masaru Kujo (episodio 34)
- Ninpū Sentai Hurricaneger (2002) - Disfraz Shurikenger (episodio 45)
- Jūken Sentai Gekiranger (2007) - Dan Kenshi (episodios 40 y 42)
- Kaizoku Sentai Gokaiger (2011) - Shiro Akebono (episodio 44)

### Cine
- Golgo 13: Assignment Kowloon
- J.A.K.Q. Dengekitai vs. Goranger (1978) - Especialista
- Película Battle Fever J (1979) - Shiro Akebono/Battle Kenya
- Película Denshi Sentai Denjiman (1980) - Daigoro Ōme/Denji Blue
- Shogun's Samurai (1985) - Gamahachi
- Kamen Rider ZO (1993) - Kuroda
- Battle Royale II: Requiem (2003) - Padre Maki
- Kill Bill: Volumen 1 (2003) - Shiro
- Gokaiger, Goseiger Super Sentai 199 Hero Great Battle (2011) - Daigoro Ōme
- Kaizoku Sentai Gokaiger vs. Uchū Keiji Gavan: The Movie (2012) - Retsu Ichijouji/Gavan, Shiro Akebono/Battle Kenya, Daigoro Oume/Denji Blue
- Uchū Keiji Gavan: The Movie (2012) - Retsu Ichijōji/Gavam

### Videojuegos
- The Space Sheriff Spirits (2006) - Retsu Ichijōji/Gavan (voz)